# レイクグリーンゴルフ倶楽部
レイクグリーンゴルフ倶楽部（Lake Green Golf Club）は、岐阜県可児郡御嵩町美佐野に広がるゴルフ場である。

## 概要
レイクグリーンゴルフ倶楽部は、新たなゴルフ場建設に向け、「東和開発株式会社」がゴルフ場経営に乗り出したことに始まる。コース設計は赤羽哲郎が、工事は清水建設株式会社が行い、1985年（昭和60年）10月4日、36ホール規模のゴルフ場が開場された。また、日本のプロゴルフメジャー大会の1つ、日本プロゴルフ協会主催競技でもあり、日本選手権大会に相当する、日本プロゴルフ選手権大会などの大会開催の実績がある。

## 所在地
〒505-0112 岐阜県可児郡御嵩町美佐野字押山2652-1番地 

## コース情報
- 開場日 - 1985年10月4日
- 設計者 - 赤羽 哲郎
- 面積 - 2,240,000m2（約67.7万坪）
- コースタイプ - 丘陵コース
- コース - 36ホールズ、パー144、14,292ヤード、コースレート レイクコース74.3、みさのコース73.4
- グリーン - 2グリーン、ベント（ペンクロス）、ニューベント
- フェアウエイ - コーライ
- ラフ - ノシバ
- ハザード - バンカーの174、池が絡むホール17
- プレースタイル - 乗用カート(5人乗り)、リモコン式、キャディ・セルフ選択可
- 練習場 - 16打席 50ヤード
- 休場日 - 毎週月曜日、12月31日、1月1日[3][4]

## クラブ情報
- ハウス設計 - 日本設計事務所（現・株式会社日本設計）
- ハウス施工 - 清水建設株式会社[3][4]

## ギャラリー
- コース - [5][6]

## 交通アクセス
- 鉄道 - JR中央本線 - 土岐市駅よりタクシー利用 約10分
- 道路 - 中央自動車道 - 土岐ICより 4km 約5分[7]

## メジャー選手権
- 1994年（平成6年） - 第62回 日本プロゴルフ選手権大会開催[8]

## 関連文献
- 『中部財界』、「勢いづく新設ゴルフ場 レイクグリーンゴルフ倶楽部」、名古屋 中部財界社、1984年4月
- 『ゴルフ場ガイド 西版』2006-2007、「レイクグリーンゴルフ倶楽部（岐阜県）」、東京 ゴルフダイジェスト社、2006年5月